# Маннетти, Рикардо
Рикардо Джованни Манетти (африк. Ricardo Mannetti; 24 апреля 1975, Виндхук, Намибия) — бывший намибийский футболист, ныне — тренер.

## Происхождение
Своей фамилией Манетти обязан своему итальянскому деду. Он приехал в Намибию строить железные дороги. Там он познакомился с бабушкой футболиста.

## Карьера

### Футболиста
Начинал свою карьеру в намибийском первенстве. В 20 лет переехал в ЮАР, где полузащитник долгое время выступал за «Сантос» Кейптауна. В его составе намибиец становился чемпионом в местной Премьер-Лиге. Долгое время Манетти считался одним из лидеров сборной Намибии, за которую он выступал на Кубке африканских наций 1998 года в Буркина-Фасо.

### Тренера
Завершив свою карьеру, Рикардо Манетти занялся тренерской деятельностью. После работы с несколькими намибийскими клубами и молодёжной сборной страны, в 2013 годы он возглавил главную национальную команду. В 2015 году специалист привёл её к победе Кубке КОСАФА. Этот трофей стал первым в истории сборной Намибии. В 2019 году он вывел «храбрых воинов» в финальный этап Кубка африканских наций. В него намибийцы пробились в третий раз. На турнире в Египте подопечные Манетти выступили неудачно, проиграв все три матча в группе и забив всего один гол.

## Достижения

### Футболиста
- Победитель Премьер-лиги ЮАР: 2001/02
- Обладатель Кубка ЮАР (2): 2000/01, 2002/03
- Обладатель Кубка Восьми: 2002

### Тренера
- Обладатель Кубка КОСАФА: 2015
- Обладатель кубка Намибии: 2008